# Gertrud Neuhof
Gertrud Adelina Frieda Neuhof (geb. Jaffke; * 28. August 1901 in Berlin; † 19. November 1987 ebenda) war eine deutsche Widerstandskämpferin gegen den Nationalsozialismus.

## Leben

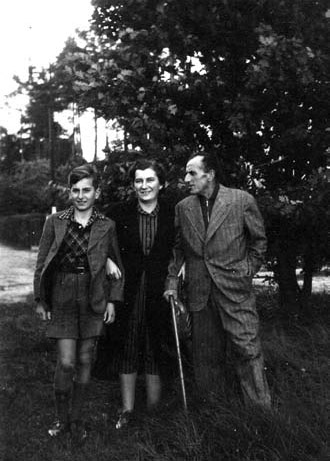
Familienfoto von Peter, Gertrud und Karl Neuhof im Jahre 1939

Gertrud Jaffke wurde in der elterlichen Wohnung in der Willibald-Alexis-Straße 25 im Bergmannkiez geboren. Ihre Eltern waren der Arbeiter Otto Jaffke und Gertrud Jaffke, geb. Stock. Sie erlernte den Beruf einer Stenotypistin. Sie war aktive Sportlerin im Arbeitersportverein Fichte und Mitglied der KPD. 1923 heiratete sie Karl Neuhof und bekam 1925 ihren gemeinsamen Sohn Peter Neuhof. Beschäftigt war sie in der Tischlerei Willi Müller in Neuenhagen bei Berlin. 
Im September 1942 gewährte sie, trotz der ohnehin schon bestehenden Bedrohung durch die Gestapo wegen der Beteiligung am Untergrundkampf der illegalen KPD, dem aus Holland angereisten Instrukteur der KPD-Abschnittsleitung West Wilhelm Beuttel Unterkunft. Zudem unterstützte sie dessen politische Arbeit in Berlin durch Kurierdienste und Herstellung von Kontakten zu ihrer Widerstandsgruppe. 
Am 10. Februar 1943 wurde sie zusammen mit ihrem Mann und dem Mitbewohner Wilhelm Beuttel in ihrer Wohnung Zeltinger Straße 52 in Berlin-Frohnau verhaftet. Während der Untersuchungshaft im Berliner Polizeipräsidium am Alexanderplatz teilte sie zeitweise die Zelle mit Erna Eifler. Ab Oktober 1943 war sie im Frauengefängnis Kantstraße inhaftiert, wo sie am Abend des 22. November einen schweren Luftangriff überlebte. Als sie zu Weihnachten 1943 bis zu ihrem Verhandlungstermin frei kommt, läuft sie auf die Suche nach ihrem Mann diverse Gestapo-Stellen an. Dabei kam es, ihren Erinnerungen nach, zu einer persönlichen Begegnung mit Adolf Eichmann, den sie vergeblich nach dem Verbleib ihres Mannes fragte.
Da ihr keine eigenständigen Widerstandshandlungen nachgewiesen werden konnten, wurde Gertrud Neuhof im Prozess gegen Wilhelm Beuttel am 20. Januar 1944 nur zu einer sechsmonatigen Gefängnisstrafe verurteilt, die mit der Untersuchungshaft bereits abgegolten war. Ihr Ehemann Karl Neuhof wurde im Oktober 1943 ins KZ Sachsenhausen eingeliefert und als Widerstandskämpfer jüdischer Abstammung ohne Gerichtsverfahren am 15. November 1943 erschossen.
Nach der Haftentlassung nahm sie wieder an den Zusammenkünften ihrer KPD-Gruppe teil, die in der Zwischenzeit Anschluss an die Saefkow-Jacob-Bästlein-Organisation gefunden hatte. Sie traf sich bei Emil Leo mit Marga Schumacher und Georg Dimentstein und verteilte Flugblätter der Bewegung Freies Deutschland. Am 27. September 1944 wurde sie erneut verhaftet und zusammen mit Marga Schumacher und anderen Frauen ihrer Widerstandsgruppe in das KZ Ravensbrück eingeliefert. Am 28. April 1945 wurde sie zum Todesmarsch in Richtung Schwerin gezwungen. Nachdem die Wachmannschaft geflohen war, wurde sie am 1. oder 2. Mai 1945 von der Roten Armee befreit.
Nach Kriegsende wurde sie aktives Mitglied der VVN, der SEW und der West-Berliner Friedensbewegung sowie des Ravensbrückkomitees Westberlin.
Anfang der 1960er Jahre erhielt sie für ihre Haftzeit und für den Tod des Ehemannes eine Entschädigung.
Gertrud Neuhof starb im Alter von 86 Jahren und wurde auf dem Friedhof Frohnau bestattet.